# Comté de Nicollet
Cet article possède un paronyme, voir Comté de Nicolet.
Le comté de Nicollet est situé dans l’État du Minnesota, aux États-Unis. Il comptait 29 771 habitants en 2000. Son siège est Saint Peter.